# Дедов, Иван Иванович
Ива́н Ива́нович Де́дов (род. 12 февраля 1941, Дмитряшевка, Воронежская область) — советский и российский эндокринолог. Действительный член РАМН (1994), академик РАН с 22 мая 2003 года по Отделению биологических наук (физиология, эндокринология). Президент Российской академии медицинских наук (2011—2013), вице-президент Российской академии наук (с 2014). Президент Эндокринологического научного центра Минздрава РФ, главный эндокринолог Министерства здравоохранения РФ. Заведующий кафедрой эндокринологии лечебного факультета Первого МГМУ им. И. М. Сеченова (1988—2013).
Герой Труда Российской Федерации (2021). Заслуженный деятель науки Российской Федерации (1997). Полный кавалер ордена «За заслуги перед Отечеством».
Специалист в области фундаментальной и прикладной эндокринологии. По состоянию на ноябрь 2010 года имел более 800 цитирований своих работ. Индекс Хирша — 31.

## Биография
Родился в семье Ивана Федосеевича и Анны Яковлевны Дедовых. Детство провёл в Воронежской области. В 1958 году окончил Дмитряшевскую среднюю школу с золотой медалью. В 1964 году окончил Воронежский медицинский институт.
После окончания института переехал в Обнинск, где до 1972 года работал в лаборатории нейроэндокринологии и группы эндокринологии Института медицинской радиологии АМН СССР. С 1973 по 1982 годы работал в Москве в лаборатории экспериментальной эндокринологии Института экспериментальной и клинической онкологии АМН СССР. В 1982—1988 годы занимал должность профессора кафедры факультетской терапии 1-го лечебного факультета Первого Московского медицинского института им. И. М. Сеченова.
В 1988 году стал заведующим кафедрой эндокринологии ММА им. Сеченова. C 1989 года является директором Эндокринологического научного центра Министерства здравоохранения и одновременно с этим — главным эндокринологом Минздрава; в настоящее время президент ФГБУ «Национальный медицинский исследовательский центр эндокринологии».
В 1991 году был избран членом-корреспондентом Академии медицинских наук СССР, с 1994 года — академик РАМН.
В 2006—2008 годах руководил Федеральным агентством по высокотехнологичной медицинской помощи.
1 марта 2011 года был избран президентом Российской академии медицинских наук. С ноября 2012 года возглавил крупнейшее в России (более 100 000 участников) наблюдательное неинтервенционное исследование безопасности препарата «Редуксин» (сибутрамин + микрокристаллическая целлюлоза) для снижения веса при терапии больных с алиментарным ожирением в клинической практике.
Главный редактор научных журналов «Вестник Российской академии медицинских наук» (до 2019), «Проблемы эндокринологии», «Сахарный диабет», «Ожирение и метаболизм» и «Вестник репродуктивного здоровья»; почётный редактор журнала «Диабет. Образ жизни», член редсовета журнала «Доктор.Ру».
Президент Российской ассоциации эндокринологов-диабетологов. Почётный президент Российской ассоциации больных сахарным диабетом. Эксперт Всемирной организации здравоохранения по сахарному диабету. Член Международной и Европейской федераций диабетологов.

### Семья
Женат на Ольге Николаевне Приезжевой (род. 1948), кандидате медицинских наук. Сын Дмитрий (род. 1967) — доктор юридических наук, с 2013 года — судья Европейского суда по правам человека от Российской Федерации.

## Научная деятельность

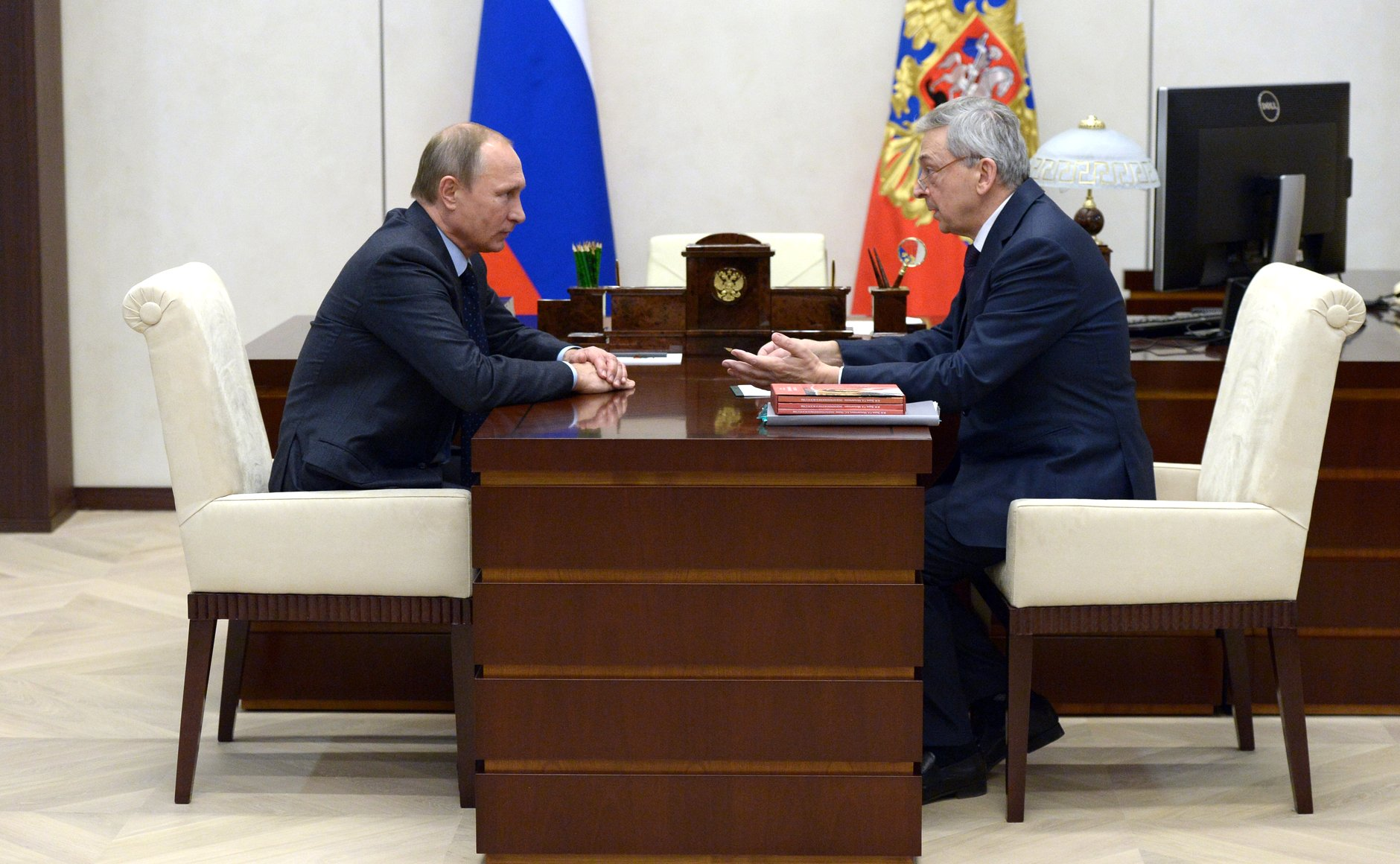
С президентом России Владимиром Путиным, 29 октября 2015 года

Исследования И. И. Дедова посвящены фундаментальным и прикладным проблемам эндокринологии, в том числе: изучению нейроэндокринной системы в онто- и филогенезе, геномных и постгеномных технологий, протеомных маркеров патогенеза болезней эндокринной системы; разработке и внедрению в клиническую практику новейших высокотехнологичных методов диагностики, лечения, профилактики и реабилитации больных эндокринопатиями; разработке генных и клеточных технологий в лечении гормонально-активных опухолей эндокринных желез, болезней гипоталамо-гипофизарной и репродуктивной систем, наследственных эндокринопатий детского возраста, проблем мужского и женского репродуктивного здоровья от рождения до мено- и андропаузы; разработке и внедрению современных технологий диагностики, лечения, профилактики и реабилитации нарушений репродуктивной системы у мужчин и женщин; изучению сахарного диабета — генетики, иммунологии и биохимических аспектов заболевания, новейших технологий в диагностике и лечении его сосудистых осложнений, а также разработке принципов планирования специализированной диабетологической службы в России и проведению фармакоэкономических исследований.
Разработал новые методы прогнозирования риска развития диабета на основе генетической информации индивида. Исследовал генные мутации у детей с различными формами нарушений роста и полового развития, определил некоторые гормонально-метаболические маркеры этих заболеваний.
Проводил работы по изучению онтогенеза животных и человека с точки зрения развития их нейроэндокринной системы, показал связь функционального состояния нейроэндокринной системы с подверженностью радиационному заражению и общей выживаемостью индивида.
Многие стандарты лечения и профилактики болезней эндокринной системы, разработанные И. И. Дедовым, внедрены в клиническую практику. Под его руководством подготовлены 23 доктора и 47 кандидатов медицинских наук.

## Основные работы
Автор более 700 научных публикаций, в том числе 37 монографий, учебников, руководств и атласов.
- Дедов И. И., Балаболкин М. И., Марова Е. И. Болезни органов эндокринной системы. — Медицина, 2000. — 568 с. — (Руководство по внутренним болезням). — 5000 экз. — ISBN 5-225-04375-5.
- Дедов И. И., Шестакова М. В., Миленькая Т. М. Сахарный диабет: ретинопатия, нефропатия. — Медицина, 2001. — 176 с. — 2000 экз. — ISBN 5-225-04171-X.
- Дедов И. И., Калинченко С. Ю. Возрастной андрогенный дефицит у мужчин. — Практическая медицина, 2006. — 240 с. — 6000 экз. — ISBN 5-98811-027-4.
- Ожирение / под ред. И. И. Дедова, Г. А. Мельниченко. — Медицинское информационное агентство, 2006. — 456 с. — 5000 экз. — ISBN 5-89481-390-5.
- Синдром поликистозных яичников / под ред. И. И. Дедова, Г. А. Мельниченко. — Медицинское информационное агентство, 2007. — 370 с. — 3000 экз. — ISBN 5-89481-619-X.
- Дедов И. И., Мельниченко Г. А., Фадеев В. В. Эндокринология. — ГЭОТАР-Медиа, 2007. — 432 с. — ISBN 978-5-9704-0529-1.
- Дедов И. И., Кураева Т. Л., Петеркова В. А. Сахарный диабет у детей и подростков. — ГЭОТАР-Медиа, 2008. — 172 с. — 2000 экз. — ISBN 978-5-9704-0804-9.
- Шестакова М. В., Дедов И. И. Сахарный диабет и хроническая болезнь почек. — Медицинское информационное агентство, 2009. — 484 с. — 2500 экз. — ISBN 978-5-8948-1747-7.
- Схемы лечения. Эндокринология / под ред. И. И. Дедова, Г. А. Мельниченко. — Литтерра, 2009. — 322 с. — (Схемы лечения). — 2000 экз. — ISBN 978-5-90409-014-2.

## Награды
- Герой Труда Российской Федерации (12 февраля 2021) — за особые трудовые заслуги перед государством и народом[5]

Полный кавалер ордена «За заслуги перед Отечеством»:
- Орден «За заслуги перед Отечеством» I степени (26 июня 2013) — за выдающиеся заслуги в области медицинской науки и здравоохранения, многолетнюю плодотворную деятельность[6]
- Орден «За заслуги перед Отечеством» II степени (8 февраля 2008) — за выдающиеся достижения в развитии здравоохранения и многолетнюю плодотворную научную деятельность[7]
- Орден «За заслуги перед Отечеством» III степени (18 октября 2004) — за большие заслуги в развитии практического здравоохранения и медицинской науки[8]
- Орден «За заслуги перед Отечеством» IV степени (19 февраля 2001) — за большой вклад в развитие медицинской науки и здравоохранения[9]
- Орден Почёта (29 января 2016) — за заслуги в области здравоохранения, медицинской науки и многолетнюю добросовестную работу[10]
- Орден Дружбы народов (12 сентября 1994) — за большой вклад в развитие медицинской науки и подготовку высококвалифицированных специалистов[11]
- Заслуженный деятель науки Российской Федерации (25 июня 1997) — за заслуги в научной деятельности[12]
- Заслуженный деятель науки Республики Дагестан (8 февраля 2011) — за заслуги в научной деятельности[13]
- Почётная грамота Президента Российской Федерации (13 февраля 2025) — за большой вклад в развитие медицинской науки и здравоохранения[14].
- Лауреат высшей награды РАМН — Премии и золотой медали имени Н. И. Пирогова (1994)
- Премия имени А. Н. Бакулева (2011) — за выдающиеся достижения в эндокринологии и новаторские работы в лечении интерактивной (с сердечно-сосудистой) патологии
- Национальная премия «Призвание» (2011) — в номинации «За создание нового направления в медицине» — за создание системы выявления, лекарственного и хирургического лечения опухолей эндокринной системы[15]
- Медаль «В память 850-летия Москвы» (26 февраля 1997)
- Премия Правительства Российской Федерации в области образования (24 сентября 2021) — за учебник «Эндокринология»[16]
- Премия Правительства Российской Федерации 2013 года и звание «Лауреат премии Правительства Российской Федерации в области науки и техники» за создание и внедрение в практику здравоохранения Российской Федерации системы современных технологий диагностики, лечения и профилактики сахарного диабета (27 февраля 2013).
- Государственная премия Российской Федерации в области науки и технологий за 2017 год (8 июня 2018) — за цикл работ по фундаментальной эндокринологии и внедрение инновационной модели персонализированной медицины в здравоохранение[17]
- Орден Святителя Луки Крымского I степени (Русская православная церковь) — во внимание ко вкладу в развитие медицинского служения и в связи с 80-летием со дня рождения[18]
- Большая золотая медаль РАН имени Н.И. Пирогова (5 декабря 2023) — за научные исследования в области фундаментальной и клинической эндокринологии и диабетологии, реализацию и внедрение иновационных научно-технологических и организационных решений в оказании специализированной медицинской помощи, снижения заболеваемости, инвалидности и смертности среди населения от болезней эндокринной системы
- Знак отличия «За заслуги перед Воронежской областью» (12 февраля 2016) — за многолетний плодотворный труд, большой личный вклад в развитие медицинской науки и здравоохранения и в связи с 75-летием со дня рождения

## Признание заслуг
- Государственный научный центр Российской Федерации ФГБУ «Национальный медицинский исследовательский центр эндокринологии имени академика И.И. Дедова» Минздрава России[19]